# Исаакий (епископ Пермский)
Епископ Исаакий (ум. 22 марта 1416, Москва) — епископ Русской православной церкви, епископ Пермский, преемник по кафедре святителя Стефана.
20 января 1398 года в Подмосковном митрополичьем селе Голенищеве хиротонисан во епископа Пермского митрополитом Московским, Киевским и всея Руси Киприаном.
В 1416 году у впадения Мылвы в Печору основал Троицкий скит Ульяновского монастыря.
В 1416 году был вызван в Москву для участия в Соборе, на котором был возведён в сан архиепископа Новгородского Симеон.
Находясь в 1416 году в Москве, устав от забот, испросил у церковноначалия разрешение удалиться на покой и больше не возвращался в Усть-Вымь. Скончался 22 марта 1416 года в Москве.